# Временный Народный Комитет Северной Кореи
Временный Народный Комитет Северной Кореи (кор. 북조선림시인민위원회) — временное правительство, действовавшее в северной части Корейского полуострова после окончания Второй мировой войны до образования КНДР.

## Предыстория
После того, как части 25-й армии 1-го Дальневосточного фронта заняли северную часть Корейского полуострова, на основе аппарата заместителя командующего 25-й армией по гражданским делам было создано Управление советской гражданской администрации (УСГА) в Северной Корее, на которое было возложено руководство всеми гражданскими делами.
В августе 1945 года Ё Ун Хён провозгласил в Сеуле создание Комитета по подготовке строительства государства. Разнообразные комитеты на местах признавали себя его отделениями, однако между центром и этими комитетами не было никаких связей и контроля. 6 сентября 1945 года на съезде народных комитетов (около тысячи делегатов) была провозглашена Корейская Народная Республика. 1 октября 1945 года в советской оккупациионной зоне на базе стихийно возникших Народных комитетов как легитимное представительство Корейской Народной Республики сформировалось Административное Бюро Пяти Провинций во главе с Чо Ман Сиком. Советские военные пытались сотрудничать с образованными местными структурами, выполняя директиву ЦК ВКП(б) «не препятствовать образованию в занятых Красной армией районов антияпонских демократических организаций и партий и помогать им в работе». В конце сентября 1945 года в Пхеньян прибыло несколько десятков корейцев с территории СССР, включая Ким Ир Сена. Так как Ким Ир Сен имел самый высокий ранг среди корейских офицеров, то он был назначен помощником коменданта Пхеньяна и планировался на должность министра обороны в правительстве Чо Ман Сика.
13 октября 1945 года советские власти разрешили создание «антияпонских демократических партий». В тот же день из разрозненных групп коммунистов на территории Севера было создано Северокорейское Оргбюро компартии Кореи («Чосон консандан пукчосон пунгук», председатель — Ким Ён Бом), признанное компартией Пак Хон Ёна. 3 ноября 1945 года Чо Ман Сик создал Демократическую партию, а вскоре была образована религиозная партия «Чхондогё-Чхонудан» («Партия молодых друзей небесного пути»).
Скорость разгрома Японии и быстрота оккупации Кореи оказались неожиданными для всех участников Второй мировой войны, и ни одна из стран-победительниц не имела к этому моменту программы послевоенного устройства Кореи. Решению этой проблемы, среди прочих вопросов, было посвящено Московское совещание министров иностранных дел США, Великобритании и Советского Союза, состоявшееся 27 декабря 1945 года и призванное окончательно определить статус страны. Резолюция совещания состояла из четырех пунктов:
1. в целях восстановления Кореи как независимого государства, основанного на принципах демократии создаётся Временное корейское демократическое правительство (ВКДП);
2. для оказания содействия образованию Временного правительства и для предварительной разработки соответствующих мероприятий создать совместную комиссию из представителей командования американских войск в Южной Корее и командования советских войск в Северной Корее. Комиссия должна при выработке своих предложений консультироваться с корейскими демократическими партиями и общественными организациями;
3. совместной комиссии поручается с участием ВКДП и с привлечением корейских демократических организаций разработать меры помощи и содействия (опека) политическому, экономическому и социальному прогрессу корейского народа;
4. для рассмотрения срочных вопросов… созвать в двухнедельный срок совещание из представителей американского и советского командования в Корее.

Ким Ду Бон

В связи с тем, что корейцы желали немедленной независимости безо всякой опеки, а также тем, что при переводе слова «опека» на корейский язык была использована та же терминология, которая применялась японцами для обозначения протектората, итоги Московского совещания были негативно восприняты в Корее. Против опеки выступали все, кроме коммунистов, которые поддерживали решение Москвы.
4 января 1946 года после заседания Народного Комитета, нацеленного на принятие решений Московского совещания от 31 декабря 1945 года, не желающий повиноваться Москве Чо Ман Сик ушёл в отставку, и на следующий день был посажен под домашний арест. Руководителем Демократической партии вместо Чо Ман Сика стал друг и соратник Ким Ир Сена Чхве Ён Гон. Вместо Временного Административного Комитета Пяти Провинций 8 февраля 1946 года был создан Временный Народный Комитет Северной Кореи, председателем которого стал Ким Ир Сен, а заместителем председателя — Ким Ду Бон.

## Деятельность

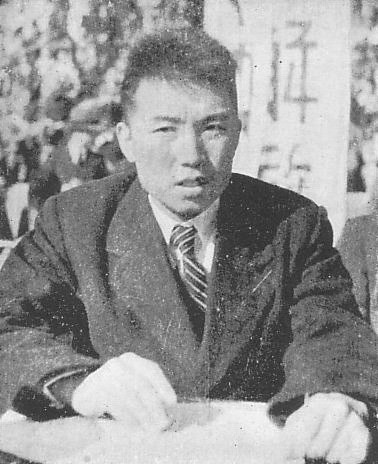
Ким Ир Сен в 1946 году

В марте 1946 года Временный народный комитет принял Политическую программу из 20 пунктов, которая определила основные параметры государственного строительства на севере Корейского полуострова. В программе провозглашались задачи по ликвидации последствий японского колониального господства, установление 8-часового рабочего дня, равенство мужчин и женщин, свобода слова, собраний, уличных шествий и т. д. Программа включала положение о необходимости передачи в государственную собственность крупных предприятий, рудников, банков, уничтожение помещичьего землепользования и передачи земли крестьянам.
Земельная реформа прошла за 20 дней, и получила широкую поддержку среди крестьянства. В результате был нанесен мощный удар по помещикам, а значительное число крестьян-бедняков поднялось до уровня середняков. Проведенная 8 августа 1946 года национализация важнейших отраслей промышленности передала в руки государства 90 % предприятий в таких областях, как горнодобывающая, лесная, рыболовная, энергетическая, железнодорожная и транспортная сети, почта, финансы, торговля и культура, прежде принадлежавших японцам или коллаборационистам. Оставшимся 10 % предприятий, принадлежавших мелким ремесленникам и торговцам, была разрешена свободная предпринимательская деятельность при сохранении права собственности. Земельная реформа и проведенная национализация на некоторое время создали крайне благоприятные экономические условия для рабочих и крестьян, что привело к росту производительности в сельском хозяйстве, а также успешному восстановлению нанесенного японцами экономического ущерба. Успешный характер реформ привёл к быстрому росту популярности Ким Ир Сена: если до начала реформы численность партии составляла 4 500 человек, то до августа 1946 года число членов компартии составляло уже 134 тысячи человек, в августе 1946 года она насчитывала 366 тысяч членов, а четыре месяца спустя их было уже 600 тысяч.
Серьёзную проблему представлял кадровый кризис. Еще 3 апреля 1946 года Ким Ир Сен просил генерала Романенко разрешить выезд в Корею советских корейцев в качестве кадров, говоря, что народ, находившийся под игом японского империализма, «не мог подготовить даже минимальное их количество». Просьба была удовлетворена, всего к концу 1940-х годов в КНДР работало 400—500 советских корейцев. Большая часть привлеченных советских корейцев была специалистами в технической или административной сфере, и в каждом министерстве был хотя бы один замминистра из числа советских корейцев (что обеспечило КНДР достаточно динамичный старт по сравнению с Югом, где данная проблема привела к большому количеству неприятных последствий).
Классовый характер реформ на севере улучшил жизнь рабочих и крестьян, однако нанёс удар не только по национальным предателям, но и по не имевшим к ним отношения благонамеренным помещикам, капиталистам, верующим и интеллигенции, в результате чего многие из них эмигрировали на юг через не имевшую никакого контроля разделительную линию. С одной стороны это способствовало отсутствию сопротивления реформам на севере, но с другой стороны — привело к росту «антисеверных» настроений на юге.

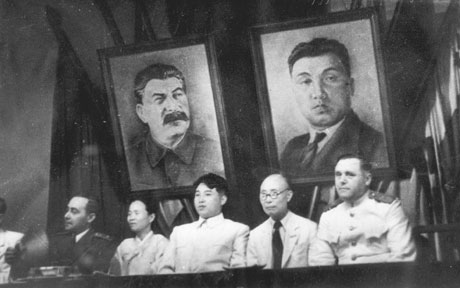
Совместный пленум ЦК Новой народной партии и Коммунистической партии Северной Кореи, 28 августа 1946. В президиуме - Ким Ир Сен и Ким Ду Бон

Политическая обстановка на севере была сложной благодаря наличию большого количества фракций внутри коммунистического движения. Одну группу составляли Ким Ир Сен и его соратники по партизанскому движению, другую — корейцы, выросшие в СССР, третью — корейцы, воевавшие в Китае, четвёртую — местные коммунисты. Поэтому, когда 15 февраля 1946 года начал формироваться Народный фронт, в который вошли коммунисты, демократы и партия Чхондогё, то 16 февраля коммунисты-«китайцы» во главе с Ким Ду Боном сформировали Новую Народную партию. 22 июля 1946 года был создан Единый Демократический Отечественный Фронт, объединивший все существующие партии на платформе коммунистов, а 29 июля Новая Народная партия и Коммунистическая партия объединились в Трудовую партию Кореи, председателем которой стал Ким Ду Бон.
Осенью 1946 года состоялись выборы в Народные Комитеты взамен тех, которые сформировались стихийно. В каждом округе был один кандидат от Фронта, но две урны — для голосующих «за» и голосующих «против».
17 февраля 1947 года в Пхеньяне был созван Первый съезд народных комитетов провинций, городов и уездов, на котором был избран высший орган государственной власти — Народное собрание Северной Кореи, которое наделялось высшей властью «до образования в Корее Временного демократического правительства». Параллельно с созданием органов государственной власти в Северной Корее шло формирование вооруженных сил, полиции и службы безопасности. 8 февраля 1948 года было официально объявлено о создании Корейской народной армии.
В ноябре 1947 года на III сессии Народного собрания Северной Кореи была образована Комиссия по подготовке проекта временной конституции во главе с Ким Ду Боном. В течение февраля—апреля 1948 года этот проект обсуждался населением Северной Кореи. После всенародного обсуждения Комиссия Народного собрания Северной Кореи одобрила проект Конституции.

## Ликвидация
После принятия в июле 1948 года в Сеуле конституции корейского государства в американской зоне оккупации, в Пхеньяне прошло совещание представителей политических партий и общественных организаций Северной и Южной Кореи, на котором было принято решение о проведении 25 августа 1948 года всеобщих выборов на севере и юге Корейского полуострова в единое Верховное народное собрание и об образовании единого корейского правительства. 8 сентября 1948 года на первой сессии Верховного народного собрания принята Конституция, а 9 сентября 1948 года была провозглашена Корейская Народно-Демократическая Республика.